# Hermann Erhardt
Hermann Erhardt (* 9. Januar 1903 in Landshut; † 30. November 1958 in Wien; gebürtig Hermann Maier) war ein deutscher Schauspieler.

## Leben
Erhardt spielte seit den 1920er Jahren an verschiedenen Provinzbühnen und in den 1930er Jahren auch am Schlierseer Bauerntheater. In dieser Zeit erhielt er durch Produzent Peter Ostermayr seine ersten Filmrollen. Vorzugsweise in alpenländischer Umgebung verkörperte Erhardt als Nebendarsteller das typische „gestandene Mannsbild“.
1939 erhielt er ein Engagement am Theater in der Josefstadt in Wien, wo er fortab lebte. Erhardt stand 1944 in der Gottbegnadeten-Liste des Reichsministeriums für Volksaufklärung und Propaganda. Bis 1954 gehörte er beim Theater in der Josefstadt zum Ensemble. Erhardt war seitdem vorwiegend in österreichischen Filmen zu sehen und mimte in zahlreichen Produktionen Nachbarn, Kollegen, Landwirte oder örtliche Respektspersonen wie den Bürgermeister in Der Förster vom Silberwald. Sowohl in der amerikanischen Filmgroteske The Magic Face als auch in dem Kriegsfilm Der letzte Akt trat er als Reichsmarschall Hermann Göring auf. In dem Heimatfilm Das heilige Erbe, zugleich Erhardts letzter Film, war er das einzige Mal Hauptdarsteller und spielte einen Jäger, der sich gegen Verleumdungen zur Wehr setzen muss.
Sein Grab befindet sich am Grinzinger Friedhof in Wien Gr. 21/Reihe 9/Nr. 15. (Grab bereits aufgelassen)

## Filmografie
- 1935: Das Mädchen Johanna
- 1935: Ehestreik
- 1935: Der Klosterjäger
- 1936: Weiberregiment
- 1936: Fiakerlied
- 1937: Der Etappenhase
- 1937: Das Schweigen im Walde
- 1938: Der Edelweißkönig
- 1940: So gefällst du mir
- 1940: Liebe ist zollfrei
- 1941: Heimkehr
- 1942: Wen die Götter lieben
- 1943: Reisebekanntschaft
- 1943: Schrammeln
- 1943/45: Freunde
- 1944/48: Ulli und Marei
- 1944/48: Ein Mann gehört ins Haus
- 1946: Der weite Weg
- 1947: Singende Engel
- 1947: Der Hofrat Geiger
- 1947: Das singende Haus
- 1948: Hin und her
- 1948: Gottes Engel sind überall
- 1948: Die Verjüngungskur
- 1948: Der Engel mit der Posaune
- 1948: Königin der Landstraße
- 1948: Weißes Gold
- 1949: Lambert fühlt sich bedroht
- 1949: Vagabunden
- 1949: Kleiner Schwindel am Wolfgangsee
- 1950: Prämien auf den Tod
- 1950: Cordula
- 1950: Seitensprünge im Schnee
- 1950: Ruf aus dem Äther
- 1951: The Magic Face
- 1951: Der Weibsteufel
- 1951: Weiße Schatten
- 1951: So ein Theater! (Gangsterpremiere)
- 1951: Das unmögliche Mädchen (Fräulein Bimbi)
- 1951: Zwei in einem Auto
- 1952: Verlorene Melodie
- 1952: Gefährliches Abenteuer
- 1952: Saison in Salzburg
- 1952: Abenteuer in Wien
- 1953: Pünktchen und Anton
- 1953: Die Regimentstochter
- 1953: Stolen Identity
- 1953: Du bist die Welt für mich
- 1954: König der Manege
- 1954: Schicksal am Lenkrad
- 1954: Wenn du noch eine Mutter hast (Das Licht der Liebe)
- 1954: Der Förster vom Silberwald (Echo der Berge)
- 1954: Der letzte Akt
- 1955: Spionage
- 1955: Du darfst nicht länger schweigen
- 1955: Die Försterbuben
- 1955: Ich suche Dich
- 1956: Wer die Heimat liebt

## Hörspiele
- 1953: Otto Taussig: Der Fall van der Lubbe – Regie: Franz Josef Engel (RAVAG Wien)